# سفارة كوبا في لندن
سفارة كوبا في لندن هي البعثة الدبلوماسية لكوبا في المملكة المتحدة. السفيرة الحالي هي باربرا مونتالفو ألفاريز.

## صالة عرض

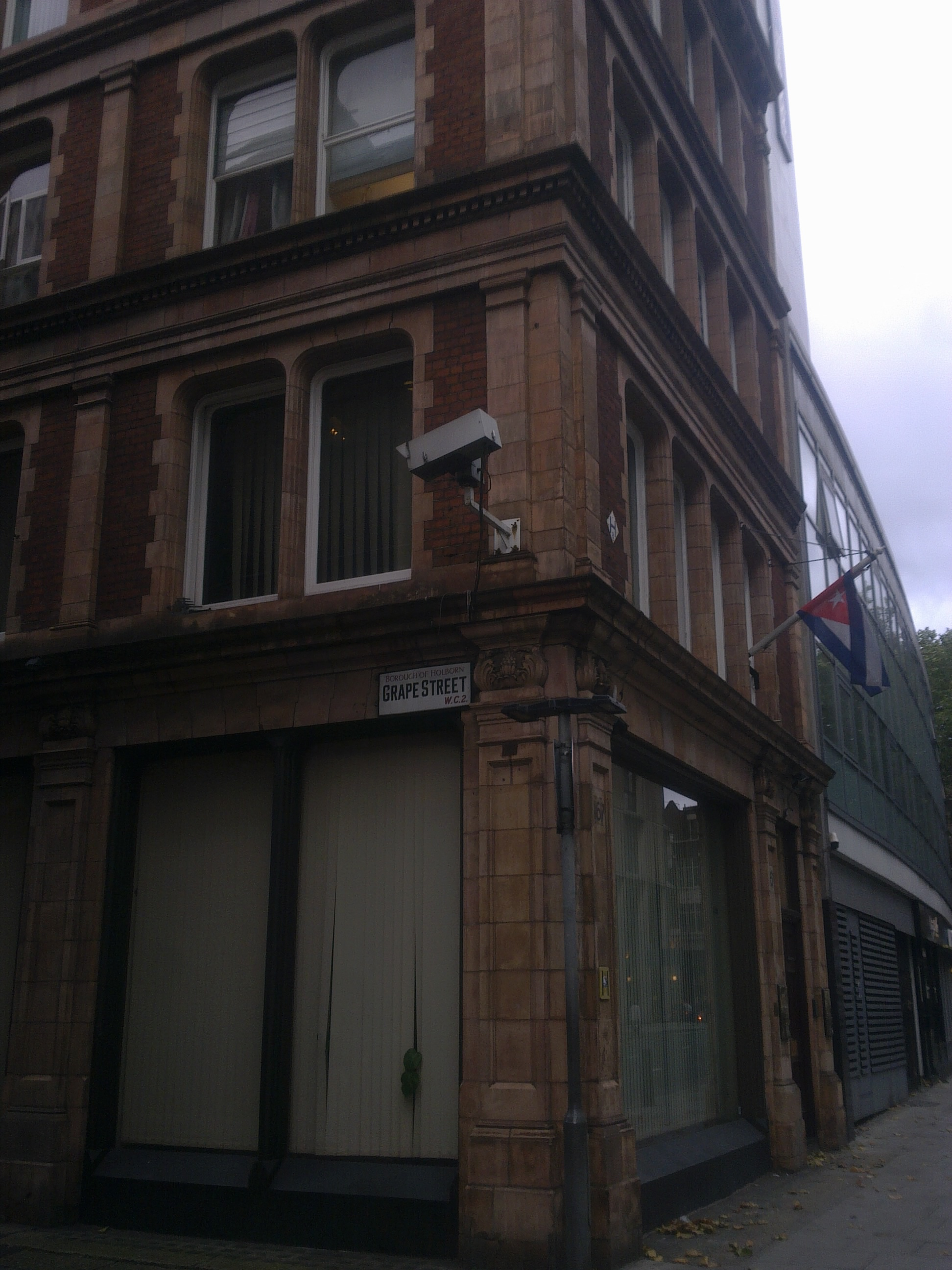
السفارة
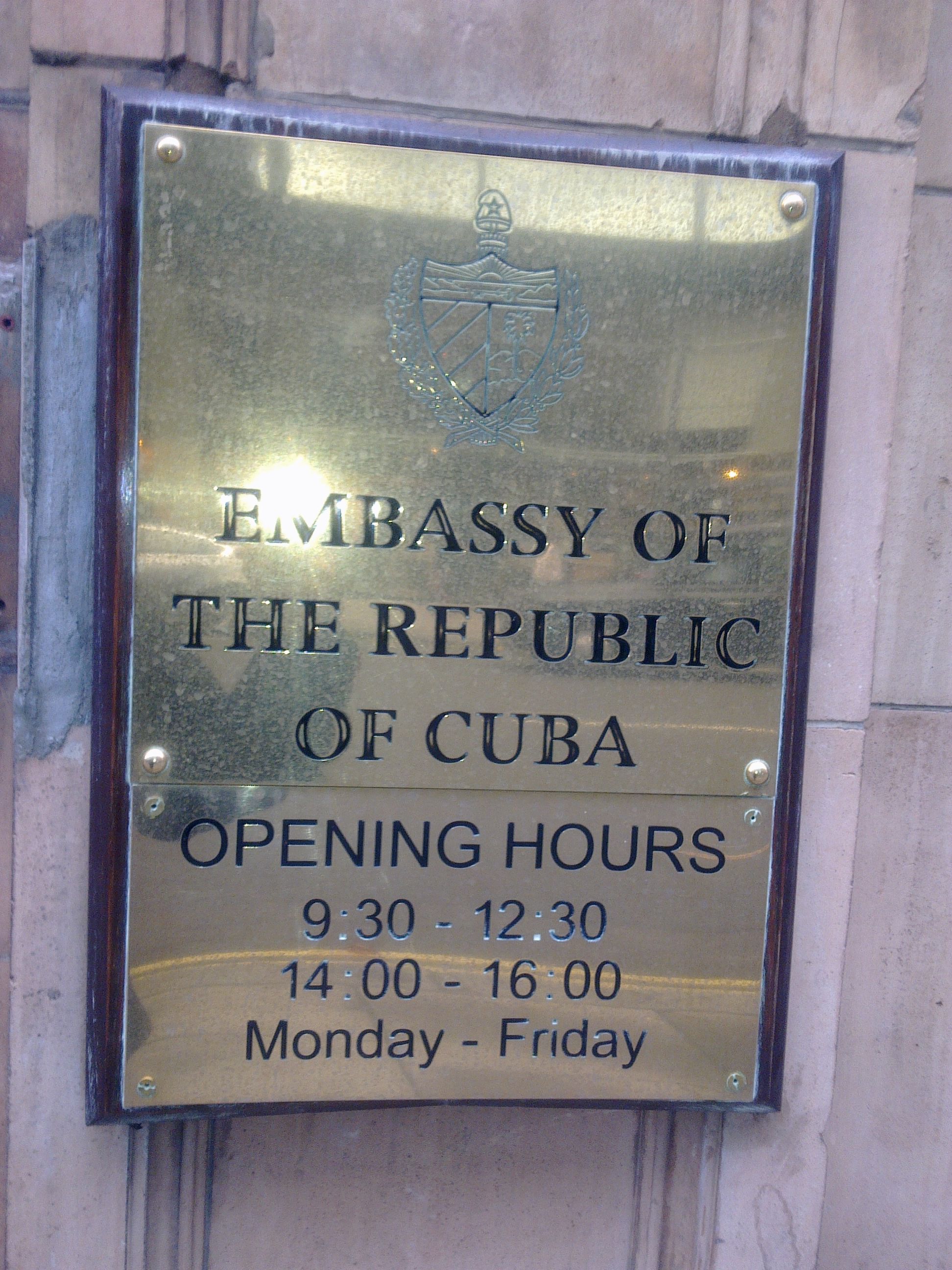
لوحة خارج السفارة تصور شعار النبالة لكوبا  [لغات أخرى]‏

## روابط خارجية
- موقع رسمي